# Chemická ionizace za atmosférického tlaku

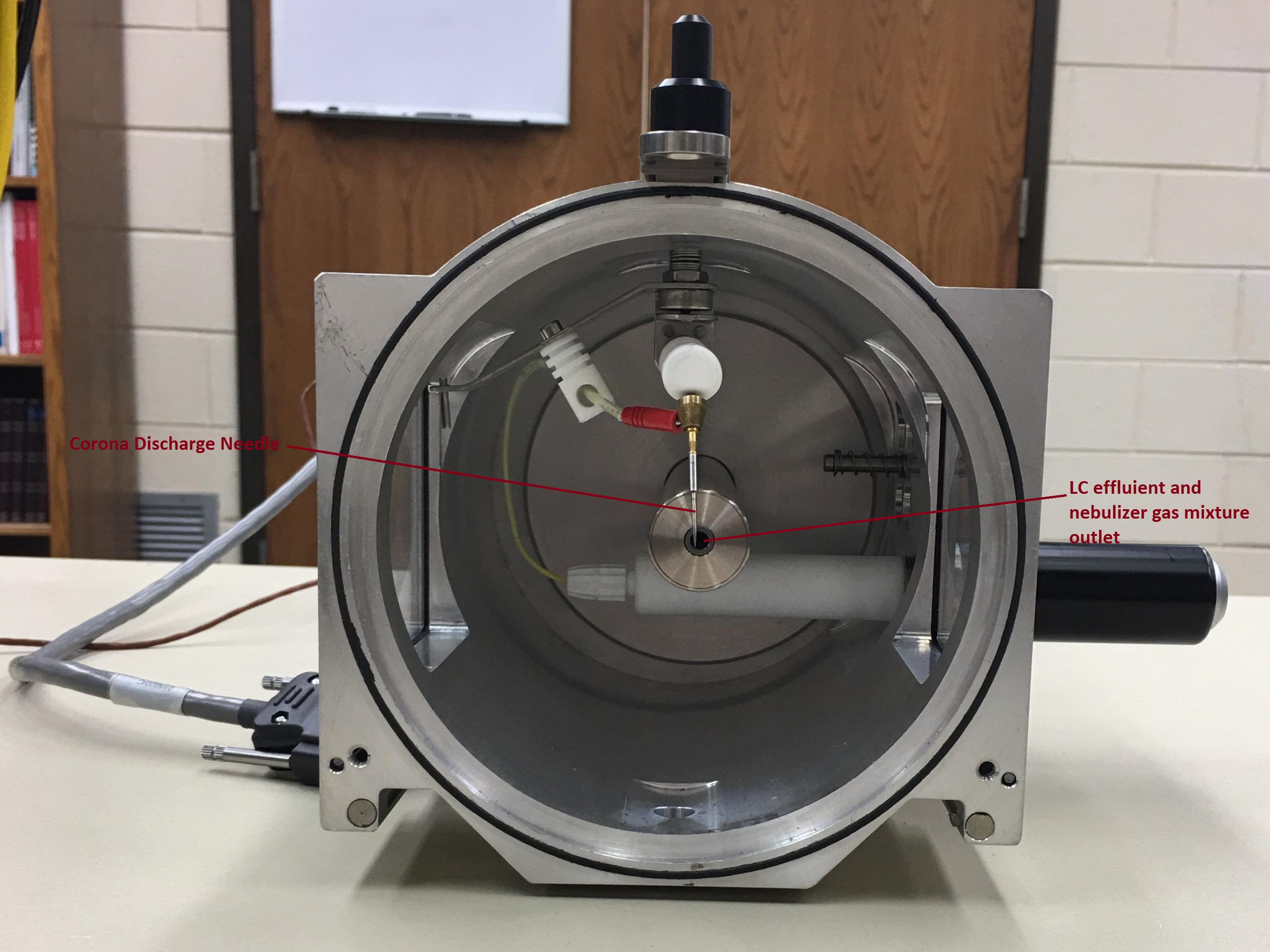
Ionizační komora pro chemickou ionizaci za atmosférického tlaku

Chemická ionizace za atmosférického tlaku (APCI) je metoda ionizace v hmotnostní spektrometrii, při kterých reagují molekuly v plynné fázi za atmosférického tlaku (105 Pa), nejčastěji používaná u vysokoúčinné kapalinové chromatografie (HPLC). APCI patří k měkkým ionizačním metodám a podobá se chemické ionizaci, kde se primární ionty vytváří ve spreji rozpouštědla. Nejvhodnější je APCI při analýze polárních sloučenin a málo polárních tepelně stabilních sloučenin s molekulovými hmotnostmi do 1 500 Da. Použití APCI při HPLC je časté při analýze stopových množství látek jako jsou steroidy, pesticidy a metabolity léčiv.

## Stavba přístroje

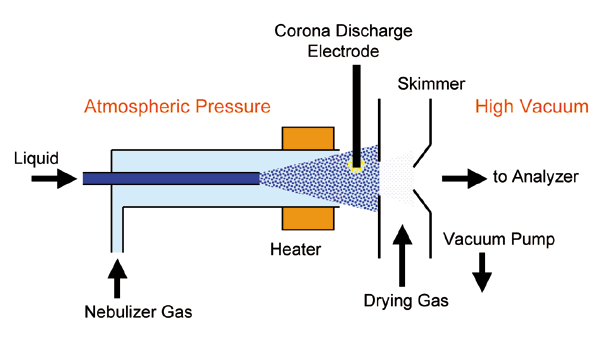
Přístroj pro ionizaci za atmosférického tlaku

Přístroj pro APCI se obvykle skládá ze tří částí: rozprašovače, který může být zahříván na 350 až 500 °C, ionizační komory a oblasti přenosu iontů, kde je tlak podobný atmosférickému. Roztok obsahující analyt se, buď přímo, nebo pomocí kapalinového chromatografu, vpravuje do rozprašovače rychlostí 0,2 až 2,0 ml/min. Zde prostupuje plynným dusíkem a vytváří drobné kapky. Kombinací zahřívání a toku plynu se takto utvořená mlha přemění na proud plynu, který postupuje do ionizační komory za atmosférického tlaku, molekuly jsou ionizovány v ionizační komoře s napětím 2 až 3 kV vůči protielektrodě. Ionizovaný vzorek následně prochází do oblasti přenosu iontů.

## Mechanismus ionizace
Ionizace v plynném skupenství prochází u APCI následujícími fázemi: vzorek v roztoku, páry vzorku a ionty vzorku. Efluent z HPLC se vypaří úplně. Směs par rozpouštědla a vzorku se následně ionizuje interakcemi iontů a molekul. Ionizaci lze provést pozitivním nebo negativním způsobem. Při pozitivním relativní protonové afinity iontů reaktantu a molekul plynného analytu umožňuje jak přenos protonů, tak i interakce iontů reaktantového plynu za vzniku iontů typu [M+H]+. U negativní ionizace se vytváří ionty [M−H]− odtržením protonu nebo ionty [M+X]− zachycením aniontu. Nejvíce prací zabývajících se APCI-MS zkoumalo analýzu pomocí pozitivní ionizace.
U pozitivní ionizace bývá na kapkách rozpouštědla proud 1 až 5 μA, přičemž dochází k excitaci a ionizaci molekul N2 za vzniku N4+*. Odpařená mobilní fáze z kapalinového chromatografu funguje jako reaktantový plyn a zdroj iontů. Pokud je jediným rozpouštědlem v mobilní fázi voda, tak excitované ionty N4+* mohou reagovat s molekulami H2O za vzniku složených iontů H+(H2O)n. Následně jsou molekuly analytu protonovány těmito ionty. Nakonec se částice MH+(H2O)m přesunou mimo zdroj iontů. Odštěpení molekul vody z MH+(H2O)m probíhá za nízkého tlaku v hmotnostním analyzátoru. Molekulové ionty analytu detekované hmotnostním spektrometrem jsou typu [M+H]+. Níže jsou zobrazeny chemické reakce probíhající při ionizaci.
Tvorba primárních a sekundárních reaktantových iontů v dusíkové atmosféře za přítomnosti vody:
N2 + e → N2+ + 2e
N2+* + 2N2 → N4+* + N2
N4+ + H2O → H2O+ + 2N2
H2O+ + H2O → H3O+ + OH•
H3O+ + H2O + N2 → H+(H2O)2 + N2
H+(H2O)n−1 + H2O + N2 → H+(H2O)n + N2
Ionizace iontů produktu:
H+(H2O)n + M → MH+(H2O)m + (n−m)H2O
Odštěpování molekul vody v hmotnostním analyzátoru:
MH+(H2O)m → MH+ + mH2O
Pokud mobilní fáze obsahuje rozpouštědlo s vyšší protonovou afinitou, než má voda, pak dochází k přesunům protonů a protonaci rozpouštědla s vyšší protonovou afinitou, například za přítomnosti methanolu se tvoří ionty CH3OH2+(H2O)n(CH3OH)m. K fragmentaci ve zdroji iontů u APCI obvykle nedochází. Pokud jsou pozorovány fragmentované ionty, tak dochází k tepelnému rozkladu při rozprašování a ionizaci produktů tohoto rozkladu.
Důležitým rozdílem oproti chemické ionizaci je to, že elektrony sloužící k primární ionizaci se neuvolňují ze zahřívaného vlákna, protože to za atmosférického tlaku nelze použít; namísto toho ionizace probíhá pomocí výbojů nebo β− zářičů, což jsou zdroje elektronů použitelné i za přítomnosti žíravých a nebo oxidujících plynů.

## Historie
První zdroj iontů založený na chemické ionizaci za atmosférického tlaku byl vyroben v 70. letech 20. století na Baylor College of Medicine v Houstonu.
Původním zdrojem elektronů sloužících k ionizaci byl tenký plech z 63Ni. V roce 1975 byl použit výbojový zdroj elektronů, který měl širší rozmezí dynamické odpovědi. APCI s výbojovou elektrodou se stalo základem současných APCI přístrojů.
APCI bylo použito u GC/MS a LC/MS také v roce 1975. Analyty z LC se odpařují a ionizují v zahřívané komoře. Tato metoda se vyznačuje velkou citlivostí a jednoduchými hmotnostními spektry. Později se spojení APCI a LC/MS stalo často používanou metodou, obzvláště ve vývoji léčiv. Citlivost APCI ve spojení s citlivostí a specificitou LC/MS a LC-MS/MS z ní učinila hlavní způsob analýzy léčiv a jejich metabolitů.

## Srovnání s jinými metodami
Ionizace za atmosférického tlaku má vysokou účinnost v důsledku vysoké četnosti srážek. APCI také výrazně omezuje tepelný rozklad analytů, protože zde dochází k rychlé desolvataci a odpaření již na začátku ionizačního procesu, což obvykle vede k menší míře fragmentace než u mnoha jiných metod chemická ionizace za atmosférického tlaku tak patří mezi měkké metody ionizace.
Další výhodou je možnost vysokých průtoků podobně jako u HPLC (0,2 až 2,0 ml/min), často aniž by docházelo k nevyužití většího množství vzorku. APCI také lze provést s pozměněným ESI zdrojem. Ionizace probíhá v plynném skupenství na rozdíl od ESI, kde se ionizuje kapalina. APCI je možné použít s nepolárními rozpouštědly v mobilní fázi namísto polárních, protože rozpouštědlo a zkoumané molekuly se mění na plyn před vstupem do ionizační jehly. Protože se tato metoda provádí v plynné fázi, tak není třeba použít zvláštní podmínky, jako jsou rozpouštědla, elektrická vodivost a pH. APCI je univerzálnějším způsobem ionizace u LC/MS a lépe využitelná u kapalinové chromatografie s obrácenými fázemi než ESI.

## Použití
Chemická ionizace za atmosférického tlaku je vhodnou metodou u tepelně stabilních analytů s molekulovou hmotností do 1 500 Da a střední až vysokou polaritou. Její využití zahrnuje analýzu léčiv, lipidů, pesticidů a řady organických sloučenin, nelze ji však použít na analýzu biopolymerů, organokovových sloučenin, iontových sloučenin a dalších nestabilních látek.